# Sæthryth
Sæthryth (parfois francisé en Séthride ou Sédride) est une princesse et religieuse anglo-saxonne du milieu du VIIe siècle.

## Biographie
D'après Bède le Vénérable, Sæthryth est la belle-fille d'Anna, roi des Angles de l'Est mort en 653 ou 654. Le Liber Eliensis la fait à tort fille d'Anna et de Hereswith, qui est en réalité la belle-sœur de ce roi.
Sæthryth entre dans les ordres et devient religieuse à l'abbaye de Faremoutiers, dans le royaume des Francs. Bède explique qu'il n'existe alors que peu de monastères en Angleterre, si bien que les Anglais désireux de devenir moines choisissent généralement de se rendre sur le continent. À la mort de Fare, la fondatrice de l'abbaye, en 655 ou 657, Sæthryth devient la deuxième abbesse de Faremoutiers.
À sa propre mort, survenue vers 660, c'est sa demi-sœur Æthelburh, fille du roi Anna, qui lui succède à la tête de l'abbaye. Sæthryth est par la suite considérée comme sainte, et fêtée le 10 janvier.    